# KerstSterrenCircus
Het KerstSterrenCircus was een Nederlands televisieprogramma, waarbij bekende Nederlanders vanuit de tent van Circus Herman Renz verschillende circusacts vertonen. Het programma werd op kerstavond 2007 uitgezonden door de TROS. De presentatie was in handen van Lucille Werner. Het programma is een officieuze opvolger van het 'Gala of the Stars', een televisieprogramma van de TROS uit de jaren 90, wat destijds ook jaarlijks rond kerst werd uitgezonden.
Op 14 en 20 december 2008 was een tweede editie van het programma te zien op televisiezender RTL 4. Deze editie werd gepresenteerd door Beau van Erven Dorens en Wendy van Dijk. Aan deze editie deden onder anderen Herman den Blijker, Sanne Wallis de Vries, Najib Amhali, Frans Bauer en Marianne Weber mee.

## Deelnemers

### Kerst 2007
| Gast                     |
| ------------------------ |
| Caroline De Bruijn       |
| Erik de Vogel            |
| Bastiaan Ragas           |
| Daniël Boissevain        |
| Ruben Houkes             |
| Tygo Gernandt            |
| Yuri van Gelder          |
| Angela Schijf            |
| Ramses Shaffy            |
| Najib Amhali             |
| Fiona Hering             |
| Hans Breukhoven          |
| John Bosman              |
| Willy van de Kerkhof     |
| René van de Kerkhof      |
| Stanley Menzo            |
| Giovanni van Bronckhorst |
| Nick Schilder            |
| Simon Keizer             |
| Monique Smit             |

### Kerst 2008
| Gast                  |
| --------------------- |
| Caroline De Bruijn    |
| Erik de Vogel         |
| Najib Amhali          |
| Sanne Wallis de Vries |
| Herman den Blijker    |